# D.C. Wilcutt
D.C. Wilcutt (Patton, 25 marzo 1923 – St. Louis, 19 ottobre 2015) è stato un cestista e allenatore di pallacanestro statunitense, professionista nella BAA e nella NBA.

## Carriera
Venne selezionato dai St. Louis Bombers nel Draft BAA 1948.

## Palmarès
- Campione NIT (1948)